# Fallow

Fallow é o álbum de estreia da banda The Weakerthans.
Foi lançado em 1997 pelo selo G7 Welcoming Committee Records no Canadá, e em 1999 pela Sub City Records nos  Estados Unidos.
As músicas "Letter of Resignation" e "Anchorless" foram originalmente escritas por John K. Samson para sua banda anterior, O Propagandhi. "Letter of Resignation" para o split Propagandhi/F.Y.P. e "Anchorless" para o álbum Less Talk, More Rock.
A Epitaph Records, gravadora atual da banda, relançadou Fallow (juntamente com Left and Leaving) no Canadá no dia 6 de novembro de 2007..

## Faixas
Todas as músicas escritas por John K. Samson, John P. Sutton, e Jason Tait, exceto quando informado.
1. "Illustrated Bible Stories for Children" – 1:43
2. "Diagnosis" – 2:40
3. "Confessions of a Futon-Revolutionist" – 2:15
4. "None of the Above" – 4:18
5. "Letter of Resignation" – 3:23
6. "Leash" – 3:07
7. "Wellington's Wednesdays" – 3:01
8. "The Last Last One" – 3:09
9. "Greatest Hits Collection" – 3:03
10. "Sounds Familiar" – 2:29
11. "Anchorless" (John K. Samson, Chris Hannah, Jord Samolesky) – 3:51
12. "Fallow" – 5:27